# Amine Gouiri
Amine Gouiri, né le 16 février 2000 à Bourgoin-Jallieu en France, est un footballeur international algérien qui évolue au poste d'avant-centre, d'ailier gauche ou milieu offensif à l'Olympique de Marseille.
Formé à l'Olympique lyonnais, il y commence sa carrière professionnelle. En 2020, il rejoint l'OGC Nice et devient rapidement un titulaire, se démarquant par sa finition. Deux ans plus tard, l'attaquant signe au Stade rennais FC.
Gouiri représente la France en équipes jeunes, notamment avec les espoirs où il devient capitaine. En 2023, il décide de représenter l'équipe nationale d'Algérie.

## Biographie

### Carrière en club

#### Jeunesse et formation
Né dans la ville de Bourgoin-Jallieu en Isère située en Auvergne-Rhône- Alpes, en France, Amine Gouiri est issu d'une famille algérienne originaire de petite Kabylie, son père est de Béjaia et sa mère est de Sétif. Il commence le football dans le club de l'Isle-d'Abeau FC en 2007, puis en 2011 après quatre saisons il rejoint le FC Bourgoin-Jallieu pendant deux saisons jusqu'en 2013.

#### Olympique lyonnais
Amine Gouiri intègre ensuite l'Olympique lyonnais en 2013 et poursuit sa formation dans les différentes équipes de jeunes du club.
Il intègre l'équipe réserve lors de la saison 2016-2017, alors âgé de 16 ans. Il joue au total 7 matchs de championnat. Surclassé, il dispute également en parallèle des matchs avec l'équipe des moins de 19 ans. Avec cette dernière, il participe notamment à trois matchs de Coupe Gambardella (élimination en 16e de finale par le FC Metz) ainsi que 5 rencontres de Youth League.

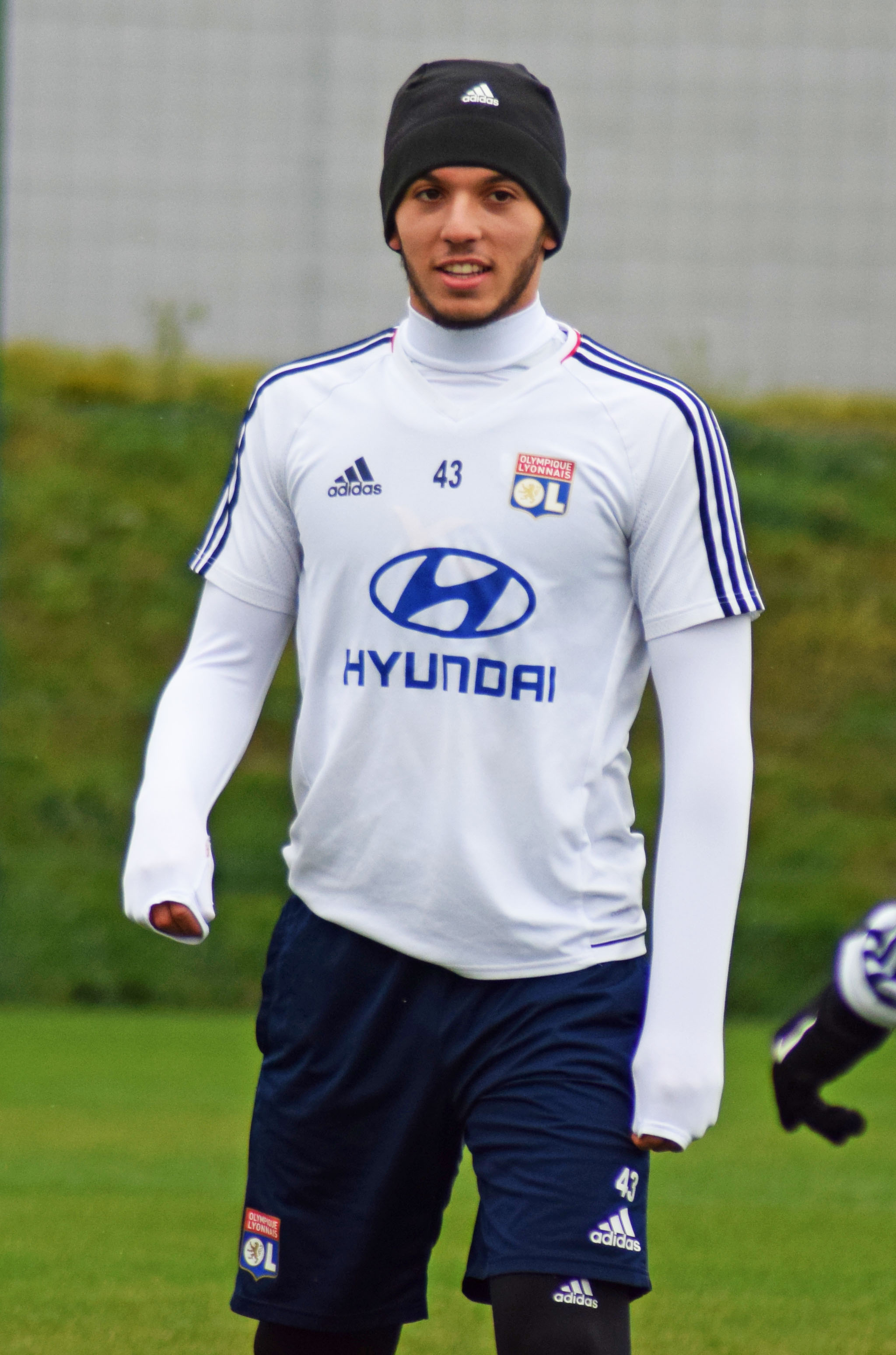
Amine Gouiri avec son club formateur l'Olympique lyonnais en 2017.

Le 10 septembre 2016, alors âgé de seulement 16 ans, il est également convoqué pour la première fois par l’entraîneur de l'équipe première Bruno Génésio pour un match de la quatrième journée de championnat contre Bordeaux. Il reste cependant sur le banc lors de cette rencontre et ne dispute finalement aucune rencontre avec l'équipe senior lors de cette saison 2016-2017.
Auteur de prestations solides à la fois avec son club formateur et en sélection avec l'équipe de France des moins de 17 ans notamment, il signe un premier contrat stagiaire le 3 juillet 2017 portant sur une durée de trois ans.
Il dispute son premier match professionnel le 19 novembre 2017, lors de la rencontre de la 13e journée de championnat de Ligue 1 contre Montpellier. Il entre ainsi à la 73e minute de jeu à la place de Tanguy Ndombele (score final 0-0).
Il fête sa première titularisation lors d'un match de Coupe de France face à Nancy le 6 janvier 2018 (victoire 3-2).
Le 16 février 2018, il paraphe son premier contrat professionnel d'une durée de trois ans avec l’Olympique lyonnais, à compter du 1er juillet 2018 et prenant court jusqu'au 30 juin 2021. Régulièrement convoqué par Bruno Génésio, il termine sa première saison au sein de l'équipe première en ayant disputé dix rencontres dont sept en championnat, une en Coupe de France, une en Coupe de la Ligue et une en Ligue Europa.
Le 17 août 2018, il se blesse gravement lors d'un entraînement avec l'équipe réserve, subissant une rupture du ligament croisé du genou gauche. Opéré en septembre par le chirurgien Bertrand Sonnery-Cottet, son indisponibilité est initialement estimée à six mois. Il effectue finalement son retour avec l'équipe des moins de 19 ans le 29 mars 2019, soit près de sept mois après sa blessure, lors d'un match de championnat contre Strasbourg,,. Entre-temps, l'Olympique lyonnais lui montre sa confiance en prolongeant son contrat d'un an, jusqu'en juillet 2022.
Après une saison 2018-2019 vierge en équipe première, Amine Gouiri fait partie du groupe de joueurs participant au stage d'avant saison à Tignes en vue de l'exercice 2019-2020 à venir. Avec l'arrivée du nouvel entraîneur Sylvinho, il est pressenti pour jouer le rôle de doublure de Moussa Dembélé en tant qu'attaquant de pointe.

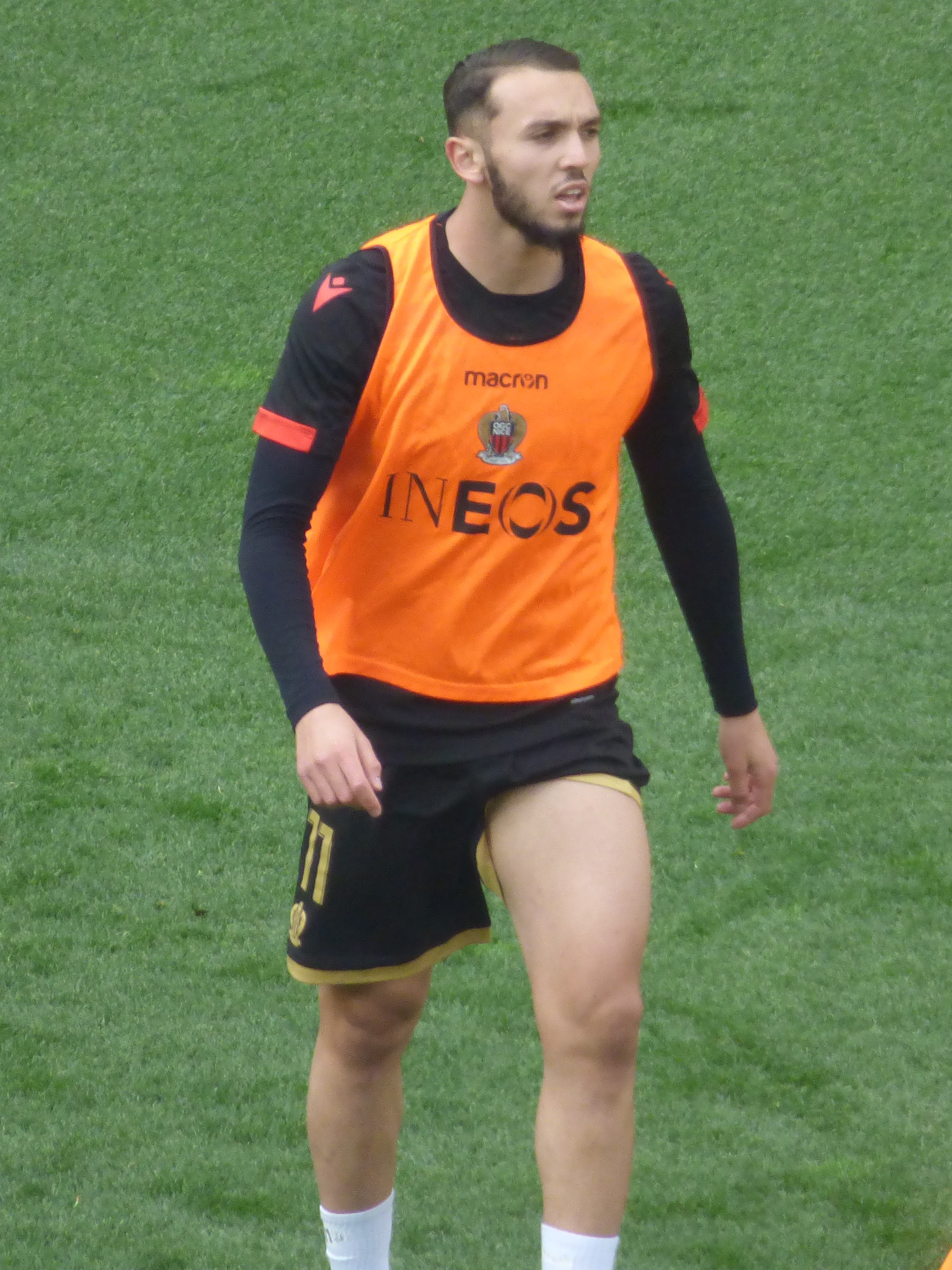
Gouiri avec le maillot niçois en 2022.

Le 27 novembre 2019 au soir, il entre en jeu en Ligue des champions à 7 minutes de la fin face au Zénith Saint-Pétersbourg (défaite 2-0), alors qu'il avait déjà joué une mi-temps contre le club russe en Youth League en début d'après midi.

#### OGC Nice
Le 1er juillet 2020, Amine Gouiri est transféré à Nice pour un montant de 7 millions d'euros.
Le 23 août 2020, lors de la première journée de championnat, il inscrit un doublé face au RC Lens permettant à Nice de l'emporter 2-1 à l'Allianz Riviera.
Le 22 octobre 2020, lors de son premier match européen avec Nice, il marque son premier but en coupe d'Europe face au Bayer Leverkusen.

#### Stade rennais FC
Après deux ans du côté de Nice, Gouiri signe le 1er septembre 2022 au Stade rennais FC pour cinq ans contre une indemnité estimée à 28 millions d'euros.
Le 11 septembre 2022, lors de la 7e journée de Ligue 1 face à l'AJ Auxerre, Gouiri inscrit son premier but sous ses nouvelles couleurs et délivre une passe décisive à son coéquipier Martin Terrier.
En août 2024, il est élu joueur du mois par les supporters rennais. Le 30 novembre de la même année il marque son 30e but en Rouge & Noir.

#### Olympique de Marseille
Le 31 janvier 2025, Gouiri signe pour quatre ans et demi à l'Olympique de Marseille contre une indemnité estimée à 22 millions d'euros avec des bonus,.
Gouiri fait ses débuts marseillais deux jours après son arrivée en entrant en jeu au cours de l'Olympico au stade Vélodrome contre Lyon, rencontre comptant pour la 20e journée de Ligue 1. Il fait une entrée en jeu réussie et remarquée, délivrant une passe décisive pour Mason Greenwood ; l'OM s'impose 3-2 au terme d'une seconde période disputée,. Après cette victoire face à son club formateur où il a fait ses débuts professionnels, Gouiri explique : « Je suis arrivé vendredi, j'ai fait qu'un entraînement et demi avant de jouer un match capital, contre mon club formateur. On a gagné l'Olympico, avec une ambiance de folie. Je suis très content ».

### Carrière internationale

#### Avec la France

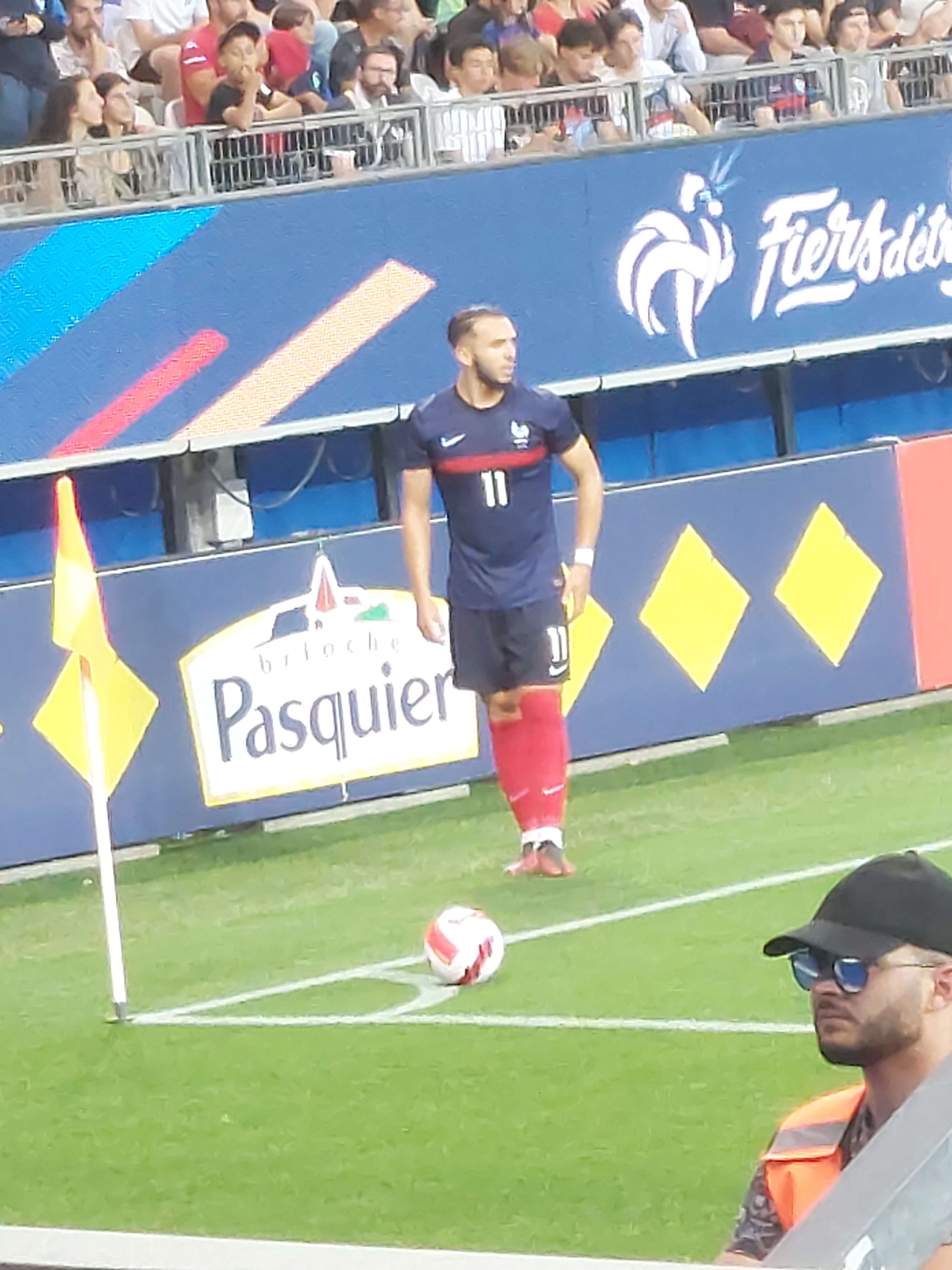
Amine Gouiri s'apprêtant à tirer un corner lors d'un match avec la France U21.

Gouiri commence sa carrière internationale sous le maillot de l'équipe de France des moins de 16 ans, pour laquelle il inscrit 4 buts en 11 rencontres en 2016.
Convoqué avec l'équipe de France des moins de 17 ans dans les mois suivants, il se fait remarquer en inscrivant un quintuplé face à la Belgique en match amical (victoire finale 5-1).
En mai 2017, il participe au Championnat d'Europe des moins de 17 ans qui se déroule en Croatie. Il termine meilleur buteur du tournoi, inscrivant 8 buts. Après son excellent parcours, Gouiri, considéré comme l'un des jeunes footballeurs les plus prometteurs de sa génération, attire l'attention de nombreux clubs européens .
Gouiri représente ensuite la France à la Coupe du monde des moins de 17 ans en 2017 qui a lieu en Inde. Il inscrit un total de cinq buts durant la compétition, dont un doublé contre la Nouvelle-Calédonie.
Lors de l'Euro des moins de 19 ans de l'UEFA en 2018, il marque un doublé contre la Turquie dans le deuxième match de la phase de groupes.
Gouiri est ensuite sélectionné par Bernard Diomède pour participer avec l'équipe de France des moins de 20 ans au Mondial de la catégorie qui se joue du 23 mai au 15 juin 2019 en Pologne. Il dispute au total quatre matchs et inscrit trois buts.
Appelé pour la première fois en équipe de France espoirs pour un match amical contre l'Albanie le 5 septembre 2019, il commence la rencontre en tant que titulaire, inscrivant un but sur penalty à la 44e minute. Il est remplacé à la 73e minute par Odsonne Édouard.
En juillet 2021, Gouiri affirme lors d'un entretien avec le journal Le Dauphiné libéré vouloir jouer avec la sélection A française. Il explique : « Forcément que les Bleus sont dans un coin de ma tête. [...] À moi de continuer de travailler, de tout mettre en œuvre pour y arriver, car parfois ça peut aller vite. Il y a une grosse concurrence aux postes devant, mais peut-être que ma polyvalence m’aidera à l’avenir,. »

#### Avec l'Algérie
Le 5 septembre 2023, Djamel Belmadi annonce en zone mixte que le changement de nationalité sportive de Gouiri (de française à algérienne) est « réglé d'un point de vue administratif ». Le 29 décembre 2023, il est retenu dans la liste des vingt-sept joueurs algériens sélectionnés par Djamel Belmadi pour disputer la Coupe d'Afrique des nations 2023. Trois jours plus tard, une blessure le contraint à déclarer forfait pour la compétition.

## Statistiques

### En club
| Saison                | Club                    | Championnat           | Championnat | Championnat | Championnat | Coupe(s) nationale(s) | Coupe(s) nationale(s) | Coupe(s) nationale(s) | Compétition(s) continentale(s) | Compétition(s) continentale(s) | Compétition(s) continentale(s) | Compétition(s) continentale(s) | Total | Total | Total |
| Saison                | Club                    | Division              | M.          | B.          | P.d.        | M.                    | B.                    | P.d.                  | Comp.                          | M.                             | B.                             | P.d.                           | M.    | B.    | P.d.  |
| 2016-2017             | Olympique lyonnais rés. | CFA                   | 7           | 0           | 0           | -                     | -                     | -                     | -                              | -                              | -                              | -                              | 7     | 0     | 0     |
| 2017-2018             | Olympique lyonnais rés. | National 2            | 10          | 4           | 0           | -                     | -                     | -                     | -                              | -                              | -                              | -                              | 10    | 4     | 0     |
| 2018-2019             | Olympique lyonnais rés. | National 2            | 4           | 2           | 1           | -                     | -                     | -                     | -                              | -                              | -                              | -                              | 4     | 2     | 1     |
| 2019-2020             | Olympique lyonnais rés. | National 2            | 12          | 8           | 3           | -                     | -                     | -                     | -                              | -                              | -                              | -                              | 12    | 8     | 3     |
| Sous-total            | Sous-total              | Sous-total            | 33          | 14          | 4           | -                     | -                     | -                     | -                              | -                              | -                              | -                              | 33    | 14    | 4     |
| 2017-2018             | Olympique lyonnais      | Ligue 1               | 7           | 0           | 0           | 2                     | 0                     | 0                     | C3                             | 1                              | 0                              | 0                              | 10    | 0     | 0     |
| 2019-2020             | Olympique lyonnais      | Ligue 1               | 1           | 0           | 0           | 3                     | 0                     | 1                     | C1                             | 1                              | 0                              | 0                              | 5     | 0     | 1     |
| Sous-total            | Sous-total              | Sous-total            | 8           | 0           | 0           | 5                     | 0                     | 1                     | -                              | 2                              | 0                              | 0                              | 15    | 0     | 1     |
| 2020-2021             | OGC Nice                | Ligue 1               | 34          | 12          | 7           | 2                     | 0                     | 1                     | C3                             | 5                              | 4                              | 0                              | 41    | 16    | 8     |
| 2021-2022             | OGC Nice                | Ligue 1               | 38          | 10          | 9           | 5                     | 2                     | 1                     | -                              | -                              | -                              | -                              | 43    | 12    | 10    |
| 2022-2023             | OGC Nice                | Ligue 1               | 3           | 0           | 0           | -                     | -                     | -                     | C4                             | 2                              | 0                              | 0                              | 5     | 0     | 0     |
| Sous-total            | Sous-total              | Sous-total            | 75          | 22          | 16          | 7                     | 2                     | 2                     | -                              | 7                              | 4                              | 0                              | 89    | 28    | 18    |
| 2022-2023             | Stade rennais FC        | Ligue 1               | 33          | 15          | 3           | 2                     | 0                     | 0                     | C3                             | 7                              | 2                              | 3                              | 42    | 17    | 6     |
| 2023-2024             | Stade rennais FC        | Ligue 1               | 31          | 7           | 3           | 3                     | 2                     | 0                     | C3                             | 7                              | 2                              | 0                              | 41    | 11    | 3     |
| 2024-2025             | Stade rennais FC        | Ligue 1               | 19          | 3           | 2           | 1                     | 0                     | 0                     | -                              | -                              | -                              | -                              | 20    | 3     | 2     |
| Sous-total            | Sous-total              | Sous-total            | 83          | 25          | 8           | 6                     | 2                     | 0                     | -                              | 14                             | 4                              | 3                              | 103   | 31    | 11    |
| 2024-2025             | Olympique de Marseille  | Ligue 1               | 14          | 10          | 3           | -                     | -                     | -                     | -                              | -                              | -                              | -                              | 14    | 10    | 3     |
| 2025-2026             | Olympique de Marseille  | Ligue 1               | 1           | 0           | 0           | -                     | -                     | -                     | C1                             | -                              | -                              | -                              | 1     | 0     | 0     |
| Sous-total            | Sous-total              | Sous-total            | 15          | 10          | 3           | -                     | -                     | -                     | -                              | -                              | -                              | -                              | 15    | 10    | 3     |
| Total sur la carrière | Total sur la carrière   | Total sur la carrière | 214         | 71          | 31          | 18                    | 4                     | 3                     | -                              | 23                             | 8                              | 3                              | 255   | 83    | 37    |

### En sélection nationale
| Saison                | Sélection             | Phases finales        | Phases finales | Phases finales | Phases finales | Éliminatoires CDM | Éliminatoires CDM | Éliminatoires CDM | Éliminatoires CAN | Éliminatoires CAN | Éliminatoires CAN | Matchs amicaux | Matchs amicaux | Matchs amicaux | Total | Total | Total |
| Saison                | Sélection             | Compétition           | M              | B              | Pd             | M                 | B                 | Pd                | M                 | B                 | Pd                | M              | B              | Pd             | M     | B     | Pd    |
| --------------------- | --------------------- | --------------------- | -------------- | -------------- | -------------- | ----------------- | ----------------- | ----------------- | ----------------- | ----------------- | ----------------- | -------------- | -------------- | -------------- | ----- | ----- | ----- |
| 2023-2024             | Algérie               | -                     | -              | -              | -              | 3                 | 0                 | 0                 | -                 | -                 | -                 | 3              | 1              | 0              | 6     | 1     | 0     |
| 2024-2025             | Algérie               | -                     | -              | -              | -              | 2                 | 1                 | 1                 | 6                 | 4                 | 1                 | 1              | 0              | 0              | 9     | 5     | 2     |
| Total sur la carrière | Total sur la carrière | Total sur la carrière | -              | -              | -              | 5                 | 1                 | 1                 | 6                 | 4                 | 1                 | 4              | 1              | 0              | 15    | 6     | 2     |

#### Matchs internationaux
Le tableau suivant liste les rencontres de l'équipe d'Algérie dans lesquelles Amine Gouiri a été sélectionné depuis le 12 octobre 2023 jusqu'à présent.

## Palmarès

### En club
| Olympique Lyonnais                       | OGC Nice                               | Olympique de Marseille             |
| ---------------------------------------- | -------------------------------------- | ---------------------------------- |
| - Coupe de la Ligue : - Finaliste : 2020 | - Coupe de France : - Finaliste : 2022 | - Ligue 1 : - Vice-champion : 2025 |

## Distinctions personnelles
- Nommé pour le trophée UNFP du meilleur espoir de Ligue 1 en 2021.
- Championnat d'Europe U17 - 2017 : Meilleur buteur de la compétition avec 8 buts[35].
- Championnat d'Europe U17 - 2017 : Membre de l'équipe type du tournoi[36].
- Nommé pour le Prix Marc-Vivien Foé en 2024[37] et en 2025[38].
- Trophées UNFP 2025 : but de l'année de Ligue 1[39]
- Trophée du joueur du mois UNFP de Ligue 1 en février 2025 [40]